# Power & Control
Singles de Marina and the Diamonds
Primadonna
(2012) How to Be a Heartbreaker
(2012)
Pistes de Electra Heart
The State of Dreaming
(6) Living Dead
(8)
Power & Control est une chanson de l'auteure-compositrice-interprète britannique Marina and the Diamonds. Elle est sortie le 22 juillet 2012 en tant que second single  d’Electra Heart, le second album studio de la chanteuse.

## Classements
| Classement (2012)              | Meilleure position |
| ------------------------------ | ------------------ |
| Royaume-Uni (UK Singles Chart) | 193                |